# Pipa (kétéltűnem)
A Pipa a kétéltűek (Amphibia) osztályába, a békák (Anura) rendjébe és a pipabékafélék (Pipidae) családjába tartozó nem.
A nembe tartozó fajok Dél-Amerika északi részén és Közép-Amerika déli részén honosak. A Pipidae családba tartozó többi békafajhoz hasonlóan ezek a békák is csaknem kizárólag a vízben élnek.

## Rendszerezésük
A nembe az alábbi 7 faj tartozik:
- Pipa arrabali Izecksohn, 1976
- Pipa aspera Müller, 1924
- Pipa carvalhoi (Miranda-Ribeiro, 1937)
- Pipa myersi Trueb, 1984
- Pipa parva Ruthven & Gaige, 1923
- Pipabéka (Pipa pipa) (Linnaeus, 1758)
- Pipa snethlageae Müller, 1914